# Жак Дюкен
Жак Дюкен (фр. Jacques Duquesne, нар. 20 квітня 1940, Марсінель) — бельгійський футболіст, що грав на позиції воротаря. Всю свою футбольну кар'єру провів у клубі «Олімпік» (Шарлеруа), запрошувався до складу збірної Бельгії, хоча в її складі так і не зіграв.

## Клубна кар'єра
У 1968 році Жак Дюкен дебютував у команді «Олімпік» з Шарлеруа, ворота якої він захищав протягом усієї своєї кар'єри гравця, що тривала до 1979 року. У 1979 році Дюкен завершив виступи на футбольних полях

## Виступи за збірну
У 1962 році Жак Дюкен зіграв 1 матч у складі молодіжної збірної Бельгії. Кілька разів Дюкена запрошували до складу національної збірної Бельгії, у тому числі до складу збірної для участі в чемпіонаті світу 1970 року у Мексиці, проте на поле у складі збірної в офіційних матчах він так і не зіграв.